# Юркевич, Мстислав Владимирович
Мстисла́в Влади́мирович Юрке́вич (13 июня 1885, Санкт-Петербург — не ранее 22 октября 1920) — российский художник. Входил в ближний круг Казимира Малевича периода общества «Супремус». Сохранилась только одна неопубликованная статья и ни одного визуального произведения Юркевича.

## Биография
В 1906 году поступил в Московское училище живописи, ваяния и зодчества (МУЖВЗ) на отделение скульптуры. Предполагается, что именно к этому времени относится знакомство Юркевича с Казимиром Малевичем, которого третий раз не приняли в МУЖВЗ.
В анкете, заполненной Юркевичем при поступлении, против графы «образование» стоит «нет сведений»; к делу подшито требование вернуть обратно свидетельство о рождении, выданное полицмейстером Вильно, где проживала его мать Е. Л. Юркевич.
В 1907—1908 учебном году был исключён из МУЖВЗ за систематическое непосещение. Опасаясь возможного призыва на военную службу, пытался восстановиться в училище, указывая в качестве причины отсутствия на занятиях «тяжёлую нервную болезнь», но получил отказ.
В 1916—1917 годах входил в общество «Супремус», написав единственную известную статью для журнала «Супремус». Статья состоит из отдельных, зачастую не связанных друг с другом заметок.
К одному из своих писем Ольга Розанова приложила явно сделанные для артели «Вербовка» декоративные рисунки Юркевича, которые она советовала опубликовать в журнале «Супремус» (рисунки не сохранились).
От художника не осталось ни одной живописной работы. Последний раз Юркевич упоминается Казимиром Малевичем в статье «Государственникам от искусства» в газете «Анархия» в 1918 году. Согласно документам, сохранившимся в ГАРФ, Юркевич 22 октября 1920 года пытался вернуться из получившей независимость Эстонии, где оказался в ходе Гражданской войны, обратно в Советскую Россию. После этого его следы теряются.
После почти столетнего забвения биография Юркевича в 2009 году была реконструирована Александрой Шатских в монографии «Казимир Малевич и общество Супремус». Там же впервые была опубликована единственная сохранившаяся фотография Юркевича.